# Stazione di Bagnolo in Piano
La stazione di Bagnolo in Piano è una stazione ferroviaria posta sulla linea Reggio Emilia-Guastalla, a servizio del comune di Bagnolo in Piano.

## Storia
Fino al 1955 la stazione era anche capolinea della linea per Carpi delle Ferrovie reggiane.
In vista dell'istituzione di un servizio ferroviario suburbano tra la stessa stazione di Bagnolo e Reggio Emilia, nel 2007 lo scalo è stato ristrutturato e riammodernato nelle sue dotazioni.

## Struttura e impianti
La gestione degli impianti è affidata a Ferrovie Emilia Romagna (FER).
La stazione è dotata di marciapiedi lunghi 120 m e alti 55 cm, che consentono l'incarrozzamento a raso. È dotata inoltre di sottopassaggio e di accessibilità per persone con handicap.
Il sistema di informazioni ai viaggiatori è esclusivamente sonoro, senza tabelloni video di stazione.

## Movimento
La stazione è servita da treni regionali svolti da Trenitalia Tper nell'ambito del contratto di servizio stipulato con la regione Emilia-Romagna.
A novembre 2019, la stazione risultava frequentata da un traffico giornaliero medio di circa 520 persone (242 saliti + 278 discesi).